# Kreuzburg (Groß Pankow)
Kreuzburg ist ein bewohnter Gemeindeteil der Gemeinde Groß Pankow im Landkreis Prignitz in Brandenburg. Es gehört zum Ortsteil Retzin.

## Geografie und Verkehrsanbindung
Kreuzburg liegt westlich des Kernortes Groß Pankow an der Kreisstraße K 7017. Die B 189 verläuft südöstlich, am östlichen Ortsrand fließt die Stepenitz, ein rechter Nebenfluss der Elbe.

## Sehenswürdigkeiten
Als Baudenkmale sind ausgewiesen (siehe Liste der Baudenkmale in Groß Pankow (Prignitz)#Kreuzburg): 
- Die im Jahr 1687 erbaute evangelische Dorfkirche ist ein Fachwerkbau mit einem Walmdach. Der freistehende Glockenturm ist verbrettert.
- Bauernwohnhaus (heute Scheune) (Dorfstraße 4)